# Campionato del mondo sportprototipi 1984
Il Campionato mondiale endurance 1984 (en. World Endurance Championship 1984), è stata la 13ª edizione del Campionato del mondo sportprototipi.

## Risultati
| Nº | Data         | Gara                    | Costruttore vincitore | Piloti vincitori                    | Resoconto |
| -- | ------------ | ----------------------- | --------------------- | ----------------------------------- | --------- |
| 1  | 23 aprile    | 1000 km di Monza        | Porsche               | Stefan Bellof Derek Bell            | Resoconto |
| 2  | 13 maggio    | 1000 km di Silverstone  | Porsche               | Jochen Mass Jacky Ickx              | Resoconto |
| 3  | 17 giugno    | 24 Ore di Le Mans       | Porsche               | Henri Pescarolo Klaus Ludwig        | Resoconto |
| 4  | 15 luglio    | 1000 km del Nürburgring | Porsche               | Stefan Bellof Derek Bell            | Resoconto |
| 5  | 29 luglio    | 1000 km di Brands Hatch | Porsche               | Jonathan Palmer Jan Lammers         | Resoconto |
| 6  | 5 agosto     | 1000 km di Mosport      | Porsche               | Jochen Mass Jacky Ickx              | Resoconto |
| 7  | 2 settembre  | 1000 km di Spa          | Porsche               | Stefan Bellof Derek Bell            | Resoconto |
| 8  | 16 settembre | 1000 km di Imola        | Porsche               | Hans-Joachim Stuck Stefan Bellof    | Resoconto |
| 9  | 30 settembre | 1000 km del Fuji        | Porsche               | Stefan Bellof John Watson           | Resoconto |
| 10 | 3 novembre   | 1000 km di Kyalami      | Lancia                | Riccardo Patrese Alessandro Nannini | Resoconto |
| 11 | 2 dicembre   | 1000 km di Sandown Park | Porsche               | Stefan Bellof Derek Bell            | Resoconto |

## Classifiche

### Campionato mondiale mondiale costruttori
| Pos | Costruttore      | Totale |
| --- | ---------------- | ------ |
| 1   | Porsche          | 120    |
| 2   | Lancia           | 57     |
| 3   | Alba-Giannini    | 8      |
| 4   | Alba-Cosworth    | 6      |
| 5   | Lotec-BMW        | 6      |
| 5   | Tiga-Cosworth    | 6      |
| 7   | Rondeau-Cosworth | 5      |
| 8   | Lola-Mazda       | 4      |
| 8   | Dome-Toyota      | 4      |
| 10  | March-Mazda      | 3      |
| 11  | BMW              | 2      |
| 12  | Ecosse-Cosworth  | 1      |
| 12  | Lola-Chevrolet   | 1      |

### Campionato mondiale mondiale piloti
Note Sono indicati solo i primi 10 piloti classificati su un totale di 91. I punti evidenziati in corsivo sono quelli scartati dal conteggio finale come da regolamento.
| Pos | Pilota             | Costruttore | 1  | 2  | 3  | 4  | 5  | 6  | 7  | 8  | 9  | 10 | 11 | Totale |
| --- | ------------------ | ----------- | -- | -- | -- | -- | -- | -- | -- | -- | -- | -- | -- | ------ |
| 1   | Stefan Bellof      | Porsche     | 20 | 1  |    | 20 | 8  | 10 | 20 | 20 | 20 |    | 20 | 138    |
| 2   | Jochen Mass        | Porsche     | 15 | 20 |    | 4  | 15 | 20 | 15 | 12 | 15 |    | 15 | 127    |
| 3   | Jacky Ickx         | Porsche     | 15 | 20 |    | 4  |    | 20 | 15 |    | 15 |    | 15 | 104    |
| 4   | Derek Bell         | Porsche     | 20 | 1  |    | 20 |    | 10 | 20 |    |    |    | 20 | 91     |
| 4   | Henri Pescarolo    | Porsche     |    | 15 | 20 | 3  | 15 |    |    | 12 | 10 | 12 | 4  | 91     |
| 6   | Jan Lammers        | Porsche     | 8  | 8  |    | 10 | 20 |    |    | 15 | 2  |    | 12 | 75     |
| 6   | Jonathan Palmer    | Porsche     | 8  | 8  |    | 10 | 20 |    |    | 15 | 2  |    | 12 | 75     |
| 8   | David Hobbs        | Porsche     |    | 3  | 12 | 15 | 6  | 15 |    | 3  |    |    |    | 54     |
| 8   | Hans-Joachim Stuck | Porsche     | 10 |    |    |    |    |    | 12 | 20 | 12 |    |    | 54     |
| 10  | Paolo Barilla      | Lancia      | 12 | 10 |    | 12 |    |    |    |    |    | 15 |    | 49     |